# ملفي (تشاد)
ملفي هي بلدة في إقليم قيرا في جنوب وسط تشاد.
على بعد 155 تقريبًا كم جنوب ملفي، يقع Tele-Nugar Iron Mines، وهو أحد مواقع التراث العالمي لليونسكو.

## المواصلات
يخدم المدينة مطار ملفي.